# 小笠原長育
小笠原 長育（おがさわら ながなり、安政6年11月28日（1859年12月21日） - 明治28年（1895年）1月9日）は、日本の華族。大正天皇の東宮侍従を務めた人物。

## 経歴
越前勝山藩信嶺系小笠原家10代・小笠原長守の長男として生まれる。
1873年（明治6年）5月17日、父の隠居に伴い旧勝山藩主家の家督を継いだ。1884年（明治17年）7月8日に子爵を叙爵。次いで慶應義塾に入学し、慶應義塾大学部を卒業した。そして1890年（明治23年）7月14日、貴族院議員に当選する。だが、この時彼は東宮侍従の職にあり、それを続けたかったため当選を辞退した。これには選挙の直前である7月8日に宮内省から「議員と宮内省中の一部の職務とが両立しないことを理由に兼務を禁止する」という旨の通達があったことに起因するものだった。
それでも、長育は子爵華族の中で高い地位と発言力を持ち、帝国議会発足初期の頃には子爵会規則の起草などに参加した。また、1890年（明治23年）に開かれた華族の研究団体である華族同方会では『武勇論』、『軍備要論』とする軍人のモラルを論じる演説、論文を発表するなど、貴族院議員で無いにもかかわらず、特にタカ派として創成期の軍や華族に対して強い発言力を持った。
また、1893年（明治26年）12月に東宮より小学生のための遊具として『尚武須護陸』（しょうぶすごろく）を刊行。靖国神社を上がりとする人生双六を考え出した。独自の強兵論と新政府軍への軍事顧問としての持論を持っていた。
1895年（明治28年）7月24日、長育は病死した。享年37（満35歳没）。

## 親族
- 父：小笠原長守（1834 - 1891）
- 母：今鶴（1896 - ?）- 正室。
- 前妻：男鶴（1865 - ?）- 黒石藩藩主・津軽承叙の次女。
- 後妻：路（1868 - ?）- 小久保藩主・田沼意尊の次女。
  - 長男：勁一（1886 - 1919）- 貴族院子爵議員。
  - 長女：初子（1889 - ?）
  - 三男：牧四郎（1893 - 1925）- 兄・勁一の養子となり、松尾小笠原家を継ぐ。子に恵美、長定。
- 養子
  - 小笠原麗子（1881 - 1937）- 実妹で、土井利剛夫人[2]。